# Tom Novembre
Pour les articles homonymes, voir Novembre (homonymie) et Couture (homonymie).
Tom Novembre est le nom de scène de Jean-Thomas Couture, né le 8 novembre 1959 à Nancy, un chanteur et acteur français.
Il est le frère cadet de l'artiste Charlélie Couture.

## Biographie

### Famille et formation
Jean-Thomas Couture est le fils de Jean-Pierre Couture, professeur des beaux-arts devenu antiquaire et décorateur à Nancy et d'Odette Michel, une professeur de français aux États-Unis, qui rejoignit ensuite la boutique d'antiquités familiale. Il est le frère cadet de Bertrand Couture, alias Charlélie Couture, et a une sœur, Sophie.
Bachelier en 1976, diplômé de l'école des Beaux-arts de Nancy, il commence une carrière de chanteur en 1980 après avoir fait quelques apparitions au théâtre, activité qu'il n'a cessé d'exercer depuis. Il prend comme nom de scène Tom Novembre, qui est composé du diminutif de son deuxième prénom et du mois de sa naissance.

### Carrière
En mai 1982, Tom Novembre est nommé révélation du Printemps de Bourges. Son premier disque, Version pour doublage, sort quelques mois plus tard en novembre 1982. Depuis le début de sa carrière, il joue de plusieurs Omnichord Suzuki, instruments électroniques des années 1980 dont il ne se sépare pas.
En 1992, il interprète le rôle principal d'Orphée, dans le film Ville à vendre de Jean-Pierre Mocky. Il a également fait de fréquentes apparitions dans les mini-séries Caméra Café, Caméra Café 2, Nerdz.
Il a été l'invité régulier de l'émission Chez Marcus (ainsi que plusieurs apparitions dans Level one à l'époque où Marcus l'animait) présentée par Marc Lacombe sur la chaîne Nolife,. Il composera d'ailleurs une chanson qui deviendra le générique de la dernière saison de l'émission. En compagnie de Marcus, il fait également quelques apparitions dans les sketchs de Retro Game One sur Game One.
En mai 2006, paraît un album de ses reprises de chansons de Bourvil,.
En tant qu'amateur d'art, il présente depuis 2009 sur Paris Première l'émission Otto, dans laquelle il incarne un gardien de musée féru d'art contemporain.

## Vie privée
Tom Novembre est le père de trois enfants : Agatha, Oscar et Zoé.

## Discographie

### Compilations
- 1994 : TOMe 1 - TOMe 2 (compilation des trois premiers albums)
- 2002 : CD Story (compilation)

## Théâtre
- 1980 : Les Taupes (one-man show), théâtre Déjazet
- 1986 : Le Cocktail de Sergio (one man-show)
- 1990 : La Légende de Jimmy de Michel Berger et Luc Plamondon, mise en scène Jérôme Savary, théâtre Mogador
- 1992 : Un soir au bout du monde
- 1993 : Le Visiteur Petit Marigny
- 1996 : La Salle d'attente, théâtre La Bruyère
- 1998 : Le Visiteur d'Éric-Emmanuel Schmitt, mise en scène Daniel Roussel, théâtre Marigny
- 2001 : Transferts de Jean-Pierre About, mise en scène Jean-Claude Idée, théâtre Montparnasse
- 2002 : Faut faire avec (Minimum solo) (one-man show musical), Palais des Glaces
- 2008 : Les poissons ne meurent pas d'apnée d'Emmanuel Robert-Espalieu, mise en scène Christophe Lidon, théâtre Marigny
- 2009 : La Petite Catherine de Heilbronn d'Heinrich von Kleist, mise en scène André Engel, Odéon-Théâtre de l'Europe
- 2009 : Ne pas oublier de (mourir) vivre de Frédéric Mancier et Bernard Larré, mise en scène Régis Santon, théâtre du Chien qui Fume Festival d'Avignon Off
- 2013 : La Double Mort de l'horloger d'Ödön von Horváth, mise en scène André Engel, Théâtre national de Chaillot
- 2014 : Le Récital, théâtre du Petit Chien, Festival d'Avignon Off
- 2017-2018 : Fausse note de Didier Caron, mise en scène Didier Caron et Christophe Luthringer, avec Christophe Malavoy, tournée, Festival d'Avignon off, théâtre Michel
- 2019 : Marius et Fanny, opéra jazz de Vladimir Cosma, d'après Marcel Pagnol

## Filmographie

### Acteur

#### Cinéma
- 1985 :
  - Elsa, Elsa de Didier Haudepin : Félix
  - Mon beau-frère a tué ma sœur de Jacques Rouffio : Léon
  - Suivez mon regard de Jean Curtelin : le prêtre
  - Un homme et une femme : vingt ans déjà de Claude Lelouch
- 1986 : Signé Renart de Michel Soutter : Renart
- 1987 : Agent trouble de Jean-Pierre Mocky : Victorien
- 1988 :
  - La Salle de bain de John Lvoff
  - Le Crime d'Antoine de Marc Rivière : Antoine
  - Jour après jour d'Alain Attal : le barman au cocktail
- 1990 :
  - Monsieur de Jean-Philippe Toussaint : l'ami de monsieur
  - Un thé au Sahara de Bernardo Bertolucci : l'officier français de l'immigration
- 1991 : Blanc d’ébène de Cheik Doukouré : le capitaine Albert
- 1992 :
  - La Sévillane de Jean-Philippe Toussaint : le pompiste
  - Une journée chez ma mère de Dominique Cheminal : le flic #1
- 1993 :
  - Ville à vendre, de Jean-Pierre Mocky : Orphée, un vagabond
  - Grossesse nerveuse, de Denis Rabaglia
- 1994 : Prêt-à-porter de Robert Altman : Reggie
- 1995 : Luc et Marie de Philippe Boon et Laurent Brandenbourger : l'authenticaire
- 1997 : Le Loup-garou de Paris de Anthony Waller : l'inspecteur Le Duc
- 1998 :
  - La revanche de Lucy : Georges
  - La Patinoire de Jean-Philippe Toussaint : le détective
- 1999 : Les Infortunes de la beauté de John Lvoff : le client
- 2000 :
  - Azzurro de Denis Rabaglia : Philippe
  - Denti de Gabriele Salvatores : Luca
- 2002 :
  - Raisons économiques de Patrick Jourdan et Sören Prevost : le Père
  - Le Ventre de Juliette de Martin Provost : Léonard
- 2003 :
  - Après la pluie, le beau temps de Nathalie Schmidt : Chris
  - Moi et mon blanc de S. Pierre Yameogo : Raoul
- 2004 :
  - Casablanca Driver de Maurice Barthélémy : l'homme au téléphone
  - Espace Détente de Bruno Solo et d'Yvan Le Bolloc'h : Priviliewsky
- 2005 :
  - Un fil à la patte de Michel Deville : Cheneviette
  - Ma vie en l'air de Rémi Bezançon : le père de Yann
  - Exes de Jean-François Chiron / Martin Cognito : David
- 2006 :
  - À la recherche de Kafka de Jorge Amat
- 2007 :
  - L'arbre d'Hugo : le Papa
  - 13 French Street de Jean-Pierre Mocky : Victor
- 2008 : Testostérone
- 2010 : Une exécution ordinaire de Marc Dugain : le directeur de l'hôpital
- 2015 : Nos futurs de Rémi Bezançon : le psy
- 2022 : Les Volets verts de Jean Becker : Albert, le maître d'hôtel
- 2023 : Les Vengeances de Maître Poutifard de Pierre-François Martin-Laval : Le chef de la sécurité

#### Courts-métrages
- 1989 :
  - Le langage des fleurs de Manuel Boursinhac
  - Damned d'Astrid Lecardonel
  - Vol nuptial de Dominique Crèvecœur
- 1994 : Save the Rabbits de Jean-Pierre Marois : le maître
- 2000 :
  - Uppercut : l'arbitre
  - Noël et les garçons de Jean-Marc Vincent : M.. Van der Flug
- 2018 : L'effet miroir, de Shaan Couture : lui-même

#### Télévision
- 1984 : Mirage dangereux : Julien/Pierre
- 1987 :
  - Série noire (épisode « La Fée Carabine » de Yves Boisset) : Benjamin Mallausène
  - Objectif Nul des Nuls (épisode « Le maître du monde ») : Maclouf 1er, le maître du monde
- 1991 :
  - Les Cahiers bleus : Jean Castelli
  - Le dernier mot : Charles
- 1993 :
  - Une femme pour moi : Daniel
  - Grossesse nerveuse de Denis Rabaglia : Martin
- 1997 : L'amour à l'ombre : Henri
- 1998 : Les 30 dernières minutes : lui-même
- 1999 : Jésus de Serge Moati : Paul
- 2001-2003 : Caméra Café : Stanislas Privisevsky[12]
- 2002 : Et demain, Paula? : Serge
- 2003 : Soyez prudents : Le médecin légiste
- 2004 : Zodiaque de Claude-Michel Rome : Gildas de Chabannes
- 2005 :
  - Les Cordier, juge et flic : Éric Mahé
  - La Crim' : Castelli
  - Louis Page : Pierre Dumortier
  - Henry Dunant, du rouge sur la croix de Dominique Othenin-Girard : Napoléon III
- 2006 :
  - On a volé la Joconde de Fabrizio Costa : Marcel Dupont
  - C'est arrivé dans l'escalier : Gus
  - Le Procès de Bobigny de François Luciani : Gilbert
- 2007 :
  - Rock'n Roll Circus d'Alain Robillard : Monsieur Jo
  - Nerdz : l'inspecteur Bill Baroud
- 2010 :
  - Les 13 vies de Richard Ruben : Saint Pierre
  - Caméra Café 2 : Stanislas Privisevsky
- 2010 et 2012 : Nicolas Le Floch : le comte de Saint-Germain
- 2019 :
  - Philharmonia de Louis Choquette : Vladimir Gregoriu
  - Double Je de Laurent Dussaux et Akim Isker
- 2020 : Retro Game One, épisodes 29 et 30, La mystérieuse affaire des cylindres qui parlent / L'énigme du secret de l'étrange client mystère : Sherlock Holmes
- 2021 : Sauver Lisa de Yann Samuell : Daniel
- 2022 : La Guerre des trônes, la véritable histoire de l'Europe (saison 6) : Charles Gravier de Vergennes
- 2023-2024 : Ici tout commence : Hippolyte du Chesnay
- 2024 : Meurtres à Meaux d'Adeline Darraux : l'armurier

#### Web séries
- 2008 : Nerdz (saison, 2 épisode 1)
- 2012 : Le Golden Show (saison 1, épisode 6)
- 2014 : Studio Bagel (épisode « L'Ultime Recours »)

## Doublage

### Cinéma

#### Films
- 1988 : Le Clandestin : Walter Graham (Alex Cord)
- 1990 : Valentino, I love you : ? (court-métrage)
- 1997 : Le Cinquième Élément : Ruby Rhod (Chris Tucker)
- 1997 : Casper, l'apprenti fantôme : Crapule (James Earl Jones) (voix)
- 2000 : O'Brother : Ulysses Everett McGill (George Clooney)

#### Films d'animation
- 1991 : Rock-o-rico : le Grand Duc
- 2013 : One Piece : Z : Z
- 2022 : Yuku et la Fleur de l'Himalaya : le loup

### Télévision

#### Série télévisée
- 2020-2023 : Outer Banks : John « Big John » Routledge (Charles Halford (en)) (14 épisodes)

#### Séries d'animation
- 2001 : Le père Noël est sans rancune : le père Noël
- 2005 : Les Zinzins de l'espace : voix additionnelles (saison 2)
- 2009 : Le Twisté Twisté Show : Claude
- 2012 : One Piece : Zephyr
- 2013 : Les Crumpets : Pa' Crumpets

### Jeux vidéo
- 1997 : POD: Planet of Death : le narrateur dans la cinématique d'introduction[13]
- 2000 : Diablo II : Geglash, Hratli et Hadriel
- 2021 : Far Cry 6 : Juan Cortez
- 2023 : Starfield : Jed Joseph

## Voix off
- 2012 : Disneyland Paris : Les artisans du rêve, documentaire de Dominique Lenglart : commentaire
- 2011-2022 : Des crimes presque parfaits (Planète+ Crime+Investigation)
- 2017 : L'Ultime voyage des Romanov, documentaire d'Alexandre Dolgorouky : commentaire[14]

### Radio
- 1994-2000 : voix antenne de la radio RFM.

### Livre audio
- Sylvain Thomassin, Dominique Debeire (auteur) et Tom Novembre (narrateur et chanteur), Tom Novembre raconte l'histoire de saint Nicolas et du père Fouettard : récit et chansons, Haguenau, Éditions du Bastberg, coll. « Contes régionaux », 13 septembre 1995 (ISBN 978-2-906458-11-6)Support : cassette audio ; durée : non connue. Livre audio apparemment épuisé.